# Musikåret 2021
Musikåret 2021 präglades starkt av Covid-19-pandemin, då smittan i februari var som störst och Folkhälsomyndighetens restriktioner som hårdast. Men lättade upp i juli månad.  
Polarpriset bestämde att inte dela ut pris, och många stora evenemang sköts upp ytterligare. 
Händelser och restriktioner som påverkade musikåret 2021 mest:
- 26 februari - Öppettider begränsas på serveringsställen. Restauranger behöver stänga 20.30. Sällskap får uppgå till 1 person.
- 1 juli - Restauranger har inte längre begränsade öppettider och evenemang kan ta emot en större publik om 50 personer, eller 300 sittande. Utomhus tillåts 3000 sittande.
- 29 september - Flera Covid-19 restriktioner tas bort däribland bestämmelser om publiktak.
- 1 december - Evenemang med fler än 100 deltagare kräver vaccinationsbevis. För evenemang som inte vill kontrollera vaccinationsbevis införs särskilda regler som t.ex. sittande deltagare.
- 23 december - Nya restriktioner införs igen som t.ex. max 500 deltagare och max 8 personer i varje sällskap. Med fler än 20 deltagare krävs sittande publik. Med vaccinationsbevis kan man dock ha fler än 500 deltagare på sitt evenemang.[1]

## Händelser
- 8 januari - Jakob Hellman släpper ny skiva 32 år efter debuten.[2]
- 22 februari – Den franska elektroduon Daft Punk meddelar att de lägger ner.[3]
- 13 mars – Voices framförd av Tusse vinner Melodifestivalen.[4]
- 22 maj – Måneskins låt Zitti e buoni vinner Eurovision Song Contest 2021 för Italien i Rotterdam.
- 3 juni - Efter att artisten Yasin vunnit flera priser under året samtidigt som han satt häktad misstänkt för kidnappning kritiserades både artisten och galorna (Manifest, P3-Guld och grammis). Det var en stor debatt under året.[5][6]
- 2 september  – Abba gör comeback och meddelar att ett nytt album, Voyage släpps.[7]
- 21 oktober – Rapparen Nils "Einár" Grönberg skjuts till döds i södra Stockholm, 19 år gammal.
- 25 oktober – Sahara Hotnights meddelar att de återförenats och att de har spelat in ett nytt album som släpps i januari 2022.[8]

## Priser och utmärkelser
- 25 januari: Guldbaggegalan (Bästa Originalmusik) - Ola Kvernberg
- 26 februari: Manifestgalan[9]
- 20 mars: P3 Guldgalan[10]
- 3 juni: Grammisgalan[11]
- 25 juli: Ulla Billquist-stipendiet - Sarah Klang[12]
- 20 oktober: Litteris et Artibus - Magnus Uggla, Jill Johnson, Lena Philipsson, Peter Jöback, Susanne Resmark, Daniel Johansson.[13]
- 25 oktober: Evert Taube-stipendiet - Mattias Alkberg[14]
- 20 december: Thore Ehrling-stipendiet - Claes Janson[15]

## Årets album
Vänligen sortera soloartister på efternamn, musikgrupper på förstabokstaven (utan engelskans "The" och "A")

### A–G
- Abba - Voyage[16]
- Adele - 30[17]
- Agnes - Magic Still Exists[18]
- Amason - Galaxy II[19]
- Amyl and the Sniffers - Comfort to me[20]
- At the Gates - The Nightmare of Being[21]
- Justin Bieber - Justice[22]
- Miriam Bryant - PS jag hatar dig[23]
- Coldplay - Music of the Spheres[24]
- Lana Del Ray - Chemtrails over the Country Club[25]
- Dina Ögon - Dina Ögon[26]
- DMX - Exodus[27]
- Drake - Certified Lover Boy[28]
- Billie Eilish - Happier Than Ever[29]
- First Aid Kit - Who by Fire[30]
- Girl In Red - If I Could Make It Go Quiet[31]

### H–R
- Jakob Hellman - Äntligen borta[32]
- Iron Maiden - Senjutsu[33]
- Sarah Klang - VIRGO[34]
- Ebo Krdum - Diversity[35]
- Zara Larsson - Poster Girl[36]
- Lil Nas X - Montero[37]
- Little Simz - Sometimes I Might Be Introvert[38]
- Lätta fötter Blåa knän - Borås[39]
- Makthaverskan - För allting[40]
- Markus Krunegård - Kemtvätten[41]
- Markus Krunegård - Tutti Frutti - från lokalen under sushin[42]
- John Mayer - Sob Rock[43]
- Måneskin - Teatro d'ira
- Willie Nelson - That's Life
- Pascal - Fuck Like A Beast[44]
- Riga Tiger - Vad ska du göra med din så kallade mänsklighet?[45]
- David Ritchard - Blåbärskungen[46]
- Olivia Rodrigo - Sour[47]

### S–Ö
- Ed Sheeran - =[48]
- Smile - Phantom Island[49]
- Snail Mail - Valentine[50]
- St. Vincent - Daddy's Home[51]
- Thåström - Dom som skiner[52]
- Viagra Boys - Welfare Jazz[53]
- The War on Drugs - I Don't Live Here Anymore [54]
- Weezer - OK Human[55]
- Kanye West - Donda[56]

## Årets singlar och hitlåtar
- Dotter - "Little Tot"
- Olivia Rodrigo - "drivers license"
- Olivia Rodrigo - "good 4 u"
- Lil Nas X - "MONTERO (Call me by your name)
- Måneskin - "ZITTI E BUONI"
- Måneskin - "I WANNA BE YOUR SLAVE"
- Billie Eilish - "Happier Than Ever"
- Doja Cat - "Need To Know"
- Dua Lipa - "We're Good"
- The Weeknd & Ariana Grande - "Save Your Tears Remix"
- Billie Eilish - "Lost Cause"
- Billie Eilish - "NDA"
- Go_A - "SHUM"
- Lil Nas X (feat. Jack Harlow) - "INDUSTRY BABY"
- Adele - "Easy On Me"
- Elton John & Dua Lipa - "Cold Heart (Pnau remix)"

## Jazz
- Pat Metheny - Road to the Sun
- Pat Metheny - Side Eye NYC[57]

- Tony Malaby - The Cave of Winds (Pyroclastic) [58]

## Klassisk musik
- Beschenkt (works by Sir George Benjamin, Peter Eötvös, Michael Gordon, HK Gruber, Chikage Imai, Cathy Milliken, Brigitta Muntendorf, Olga Neuwirth, Johannes Schöllhorn et al.; first recordings, Ensemble Modern Medien)[59]
- Claire Cowan – Hansel and Gretel (first recording)[60]
- Antonio Salieri and Marco Coltellini – Armida (first recording)
- John Eccles – Semele (second commercial and first professional recording)[61]

## Avlidna

### Januari
- 3 januari – Gerry Marsden, 78, brittisk musiker och låtskrivare, ledare av Gerry and the Pacemakers.[62]
- 4 januari – Alexi Laiho, 41, finländsk sångare, gitarrist och frontman i Children of Bodom.[63]
- 7 januari
  - Deezer D (Dearon Thompson), 55, amerikansk rappare och skådespelare.[64]
  - Jamie O'Hara, 70, amerikansk sångare och låtskrivare.[65]
- 8 januari – Ed Bruce, 81, amerikansk countrysångare och låtskrivare.[66]
- 10 januari – Thorleif Torstensson, 71, svensk sångare i dansbandet Thorleifs.[67]
- 11 januari – Howard Johnson, 79, amerikansk multiinstrumentalist.[68]
- 13 januari
  - Tim Bogert, 76, amerikansk basist, medlem av Vanilla Fudge och Cactus.[69]
  - Sylvain Sylvain, 69, amerikansk gitarrist, medlem i New York Dolls.[70]
  - Duke Bootee (Edward Fletcher), 69, amerikansk rappare och musikproducent.[71]
- 16 januari
  - Phil Spector, 81, amerikansk musikproducent.[72][73]
  - Pave Maijanen, 70, finländsk musiker.[74]
- 29 januari – Hilton Valentine, 77, brittisk gitarrist, originalmedlem i The Animals.[75]
- 30 januari – Sophie Xeon, 34, skotsk musiker och musikproducent.[76]

### Februari
- 3 februari – Jim Weatherly, 77, amerikansk sångare och låtskrivare.[77]
- 4 februari – Nolan Porter, 71, amerikansk sångare.[78]
- 7 februari – Elliot Mazer, 79, amerikansk musikproducent.[79]
- 8 februari – Mary Wilson, 76, amerikansk sångerska i The Supremes.[80]
- 9 februari – Chick Corea, 79, amerikansk jazzpianist.[81]
- 17 februari
  - U-Roy, 78, jamaicansk reggaesångare.[82]
  - Françoise Cactus, 57, tysk trummis och sångerska i Stereo Total.[83]
- 18 februari – Prince Markie Dee, 52, amerikansk rappare i The Fat Boys.[84]

### Mars
- 2 mars
  - Chris Barber, 90, brittisk jazztrombonist.
  - Bunny Wailer, 73, jamaicansk reggaemusiker och originalmedlem i The Wailers.[85]
- 7 mars –  Lars-Göran Petrov, 49, svensk metalsångare i Entombed, Entombed A.D och Firespawn.[86]
- 20 mars – Dan Sartain, 39, amerikansk sångare och låtskrivare.[87]

### April
- 2 april – Morris BB Dickerson, 71, amerikansk basist och sångare i War.[88]
- 9 april – DMX, 50, amerikansk rappare.[89]
- 10 april – Bosse Skoglund, 85, svensk trumslagare.[90]
- 14 april – Rusty Young, 75, amerikansk gitarrist och låtskrivare i Poco.[91]
- 16 april – Mike Mitchell, 77, amerikansk gitarrist i The Kingsmen.[92]
- 17 april – Black Rob (Robert Ross), 51, amerikansk rappare.[93]
- 19 april – Jim Steinman, 73, amerikansk kompositör och producent ("Total Eclipse of the heart", "I'd do Anything For Love").[94]
- 20 april – Les McKeown, 65, skotsk sångare i Bay City Rollers.[95]
- 21 april – Joe Long, 88, amerikansk basist i The Four Seasons.[96]
- 22 april – Shock G, 57, amerikansk producent och rappare i The Digital Underground.[97]
- 23 april – Fredi (Matti Siitonen), 78, finländsk sångare.[98]
- 28 april – Anita Lane, 61, autraliensisk sångerska och låtskrivare, medlem i The Bad Seeds.[99]

### Maj
- 3 maj – Lloyd Price, 88, amerikansk R&B-sångare ("Lawdy Miss Clawdy", "Personality")[100]
- 4 maj – Nick Kamen, 59, brittisk artist och modell. ("Turn it up", "Each Time You Brake My Heart")[101]
- 6 maj – Pervis Staples, 85, amerikansk sångare i The Staple Singers.[102]
- 10 maj – Svante Thuresson, 84, svensk jazz- och populärsångare ("Nygammal vals", "Du ser en man")[103]
- 13 maj – Jack Terricloth, 50, amerikansk sångare och grundare av The World/Inferno Friendship Society.[104]
- 16 maj – Patsy Bruce, 81, amerikansk låtskrivare.[105]
- 20 maj – Roger Hawkins, 85, amerikansk trummis i Muscle Shoals Rhythm Section.[106]
- 24 maj – John Davis, 66, amerikansk sångare, den riktiga rösten i Milli Vanilli.[107]
- 29 maj – B.J. Thomas, 72, amerikansk sångare ("Raindrops Keep Fallin' on My Head")[108]
- 31 maj – Lil Loaded (Deshawn Robertson), 20, amerikansk rappare.[109]

### Juni
- 3 juni – Karla Burns, 66, amerikansk operasångerska och skådespelare.[110]
- 16 juni – Anders Nunstedt, 51, svensk musikjournalist.[111]
- 18 juni – Gift of Gab, 50, amerikansk rappare i Blackalicious.[112]
- 23 juni – Ellen McIlwaine, 75, amerikansk sångare, låtskrivare och gitarrist[113]
- 26 juni
  - Jon Hassell, 84, amerikansk trumpetare.[114]
  - Johnny Solinger, 55, amerikansk sångare i Skid Row.[115]
- 27 juni – Peps Persson, 74, svensk blues- och reggaemusiker ("Oh Boy", "Falsk matematik", "Hög standard")[116]
- 29 juni – John Lawton, 74, brittisk sångare i Uriah Heep.[117]

### Juli
- 1 juli – Steve Kekana, 62, sydafrikansk artist ("Raising My Family")
- 4 juli – Sanford Clark, 85, amerikansk sångare och gitarrist ("The Fool").[118]
- 5 juli – Raffaella Carrà, 78, italiensk sångerska, skådespelare och TV-programledare.[119]
- 14 juli
  - Gary Corbett, 53, amerikansk keyboardist i Cinderella.[120]
  - Jeff LaBar, 58, amerikansk gitarrist i Cindarella.[121]
- 16 juli – Biz Markie, 57, amerikansk rappare.[122]
- 17 juli – Robby Steinhardt, 71, amerikansk sångare och violinist i Kansas.[123]
- 20 juli – Curt-Eric Holmquist, 73, svensk pianist och kapellmästare.[124]
- 26 juli
  - Mike Howe, 55, amerikansk sångare i Metal Church.[125]
  - Joey Jordison, 46, amerikansk trummis i Slipknot.[126]
- 28 juli
  - Dusty Hill, 72, amerikansk basist, originalmedlem i ZZ Top.[127]
  - Willie Winfield, 92, amerikansk sångare i The Harptones.[128]
- 31 juli – Tore "Masen" Eliasson, 83, svensk musiker i Jailbird Singers. [129]

### Augusti
- 1 augusti – Paul Cotton, 78, amerikansk sångare, låtskrivare och gitarrist i Poco.[130]
- 3 augusti – Kelli Hand, 56, amerikansk producent och DJ.[131]
- 4 augusti
  - Razzy Bailey, 82, amerikansk countrysångare.[132]
  - Paul Johnson, 50, amerikansk producent och DJ.[133]
  - Anders Pettersson, 69, svensk keyboardist i Lasse Stefanz.[134]
- 7 augusti – Dennis Thomas, 70, amerikansk saxofonist i Kool and the Gang.[135]
- 9 augusti – Chucky Thompson, 53, amerikansk producent.[136]
- 13 augusti – Nanci Griffith, 68, amerikansk sångerska och låtskrivare. [137]
- 20 augusti – Tom T. Hall, 85, amerikansk countrymusiker ("Harper Valley PTA").[138]
- 21 augusti – Don Everly, 84, amerikansk rock- och countrymusiker (The Everly Brothers)[139]
- 22 augusti – Brian Travers, 62, brittisk saxofonist och låtskrivare i UB40.[140]
- 24 augusti – Charlie Watts, 80, brittisk trumslagare i The Rolling Stones.[141]
- 29 augusti
  - Lee "Scratch" Perry, 85, jamaicansk reggaemusiker och producent, pionjär inom dub.[142]
  - Ron Bushy, 79, amerikansk trummis i Iron Butterfly.[143]

### September
- 2 september – Mikis Theodorakis, 96, grekisk musiker och kompositör ("Zorbas dans").[144]
- 5 september
  - Sarah Harding, 39, brittisk sångerska, modell och skådespelerska (Girls Aloud).[145]
  - Rickie Lee Reynolds, 72, amerikansk gitarrist i Black Oak Arkansas.[146]
- 10 september – Michael Chapman, 80, brittisk låtskrivare, sångare och gitarrist.[147]
- 11 september – María Mendiola, 69, spansk sångerska och originalmedlem i Baccara.[148]
- 15 september – Leonard Gibbs, 73, amerikansk jazzmusiker.[149]
- 16 september – Jane Powell, 92, amerikansk skådespelare och artist.[150]
- 19 september – Mats Paulson, 83, svensk vissångare och kompositör ("Visa vid vindens ängar").[151]
- 20 september – Sarah Dash, 76, amerikansk sångerska i Labelle.[152]
- 21 september – Richard H Kirk, 65, brittisk musiker i Cabaret Voltaire.[153]
- 26 september – Alan Lancaster, 72, brittisk basist och originalmedlem i Status Quo.[154]
- 27 september – Andrea Martin, 49, amerikansk låtskrivare, producent och sångare.[155]
- 28 september – Lonnie Smith, 79, amerikansk jazzpianist.[156]
- 30 september – Lennart Åberg, 79, svensk jazzmusiker, kompositör och arrangör.[157]

### Oktober
- 1 oktober – Ewert Ljusberg, 76, svensk vissångare och underhållare, president i Republiken Jamtland 1989–2021.[158]
- 3 oktober – Ole Hjorth, 91, svensk spelman och violinist.[159]
- 8 oktober – Jim Pembroke, 65, brittisk-finländsk sångare i Wigwam.[160]
- 11 oktober
  - Fredrik Hellman, 38, svensk sångare i Bruket.[161]
  - Deon Estus, 65, amerikansk basist i Wham!.[162]
- 12 oktober – Paddy Moloney, 83, irländsk musiker och grundare av The Chieftains.[163]
- 14 oktober – Emani 22, 22, amerikansk sångerska.[164]
- 16 oktober – Ronnie Tutt, 83, amerikansk trummis åt bl.a. Elvis Presley, Johnny Cash m.fl.[165]
- 19 oktober – Leslie Bricusse, 90, brittisk filmmusik- och musikalkompositör.[166]
- 21 oktober – Einár, 19, svensk rappare och låtskrivare.[167]
- 22 oktober – Jay Black, 82, amerikansk sångare i Jay and The Americans.[168]
- 26 oktober – Benjamin Vallé, 47, svensk gitarrist i Viagra Boys.[169][170]

### November
- 2 november – Ronnie Wilson, 73, amerikansk musiker i The Gap Band.[171]
- 6 november
  - Astro, 64, brittisk musiker i UB40.[172]
  - Andrew Baker, 53, brittisk basist och keyboardist i 808 State.[173]
- 11 november – Graeme Edge, 80, brittisk trumslagare, originalmedlem i The Moody Blues.[174]
- 13 november – Philip Margo, 79, amerikansk sångare i The Tokens.[175]
- 17 november – Young Dolph (Adolph Robert Thornton Jr.), 36, amerikansk rappare.[176]
- 19 november – Hans-Erik Dyvik Husby (Hank von Helvete), 49, norsk sångare och skådespelare, tidigare frontfigur i Turbonegro.[177]
- 26 november – Stephen Sondheim, 91, amerikansk film- och teaterlåtskrivare och kompositör ("West Side Story", "Sweeney Todd").[178]

### December
- 4 december – Stonewall Jackson, 89, amerikansk countrysångare.[179]
- 7 december – Steve Bronski, 61, skotsk keyboardist i Bronski Beat.[180]
- 8 december – Robbie Shakespeare, 68, jamaicansk basist (Sly and Robbie).[181]
- 10 december – Michael Nesmith, 78, amerikansk musiker, medlem i The Monkees.[182]
- 11 december – Garth Dennis, 72, jamaicansk musiker och medgrundare av Black Uhuru.[183]
- 13 december – Joe Simon, 85, amerikansk R&B-sångare ("The Chokin' Kind", "Drowning in the Sea of Love").
- 15 december – Wanda Young, 78, amerikansk sångare i The Marvelettes.[184]
- 16 december
  - Leonard "Hub" Hubbard, 62, amerikansk basist i The Roots.[185]
  - Terry Uttley, 70, brittisk basist i Smokie.[186]
- 18 december - Kangol Kid (Shaun Shiller Fequiere), 55, amerikansk rappare.[187]
- 19 december
  - Drakeo The Ruler (Darrell Caldwell), 28, amerikansk rappare.[188]
  - Carlos Marín, 53, spansk sångare i Il Divo.[189]
- 24 december – J.D. Crowe, 84, amerikansk banjospelare I The New South.[190]